# Mohun wielki
Mohun wielki, mohun (Mulleripicus pulverulentus) – gatunek ptaka z rodziny dzięciołowatych (Picidae), zamieszkujący południową i południowo-wschodnią Azję. Narażony na wyginięcie.

## Morfologia
Jest to największy z dzięciołów Starego Świata. Długość ciała 45–50 cm; masa ciała 360–563 g.
Zarówno samce, jak i samice mają płowobrązowe gardła i szyje; samce mają czerwone „wąsy”. Młode przypominają ubarwieniem samice, ale są ciemniejsze, mają bardziej stonowane barwy i więcej jasnych plamek na spodzie ciała.

## Zasięg występowania
Południowa i południowo-wschodnia Azja: od północnych Indii do południowo-zachodnich Chin, Indochin i Półwyspu Malajskiego, niektóre wyspy Indonezji i zachodnich Filipin.

## Ekologia i zachowanie

### Środowisko
Lasy, również bagienne.

### Zachowanie
Zbierają się w stada liczące około sześciu osobników i przelatują z czubka jednego drzewa na drugi. Lecą powoli, nawołując gdaczącymi głosami. Ich lot nie jest falisty, jak u innych dzięciołów.

### Okres lęgowy
W okresie lęgowym grupy rozpadają się na poszczególne pary. Ptaki drążą dziuple wysoko w pniach drzew – często martwych i butwiejących. Samica składa na niewysłanym dnie dziupli 3 lub 4 jaja. Wysiadują je oboje rodzice, a później wspólnie opiekują się pisklętami i karmią je.

### Odżywianie
Podstawowym pożywieniem mohunów wielkich są toczące drewno larwy chrząszczy; wykuwają je z drewna silnymi dziobami. Zjadają także inne owady (mrówki, termity, pszczoły bezżądłowe). Sporadycznie uzupełniają dietę drobnymi owocami.

## Status
IUCN od 2010 roku uznaje mohuna wielkiego za gatunek narażony (VU, Vulnerable); wcześniej, od 1988 roku był on klasyfikowany jako gatunek najmniejszej troski (LC, Least Concern). Liczebność światowej populacji szacunkowo mieści się w przedziale 26–550 tysięcy osobników. Trend liczebności populacji ocenia się jako silnie spadkowy.

## Podgatunki
Międzynarodowy Komitet Ornitologiczny (IOC) wyróżnia 3 podgatunki M. pulverulentus:
- M. p. mohun Ripley, 1950 – północne Indie, Nepal i północno-wschodnie Indie
- M. p. harterti Hesse, 1911 – północno-wschodnie Indie do południowo-zachodnich Chin, Indochin i północnego Półwyspu Malajskiego
- M. p. pulverulentus (Temminck, 1826) – południowy Półwysep Malajski, wyspy: Borneo, Sumatra, Jawa, Balabac i Palawan

Autorzy Handbook of the Birds of the World nie uznają podgatunku mohun.